# ロータス・エラン
エラン（Elan）は、イギリスのスポーツカーメーカーであるロータス・カーズが1962年から1975年まで、また1990年から1995年まで製造していた乗用車である。

## 初代（1962年 - 1975年）
ビジネス拡大を望んだコーリン・チャップマンは北米市場を意識せざるを得なくなり、初のロータス製GTカーとして作られた初代ロータス・エリートよりも豪華でかつ人気のあるオープンカーを北米戦略モデルとして開発した。開発コードネームはタイプ26。1962年のロンドンショーで公開された。
エンジンは、英国フォード・コーティナの116E型 直列4気筒OHVをベースとした初の自社開発エンジン「ロータス・ツインカム」を採用。ロンドンショーでの発表からごく初期に販売された22台は内径φ80.96mm×行程72.75mmの1,498ccのままながら鋳鉄ブロックにツインカムヘッドを載せてウェーバー製45DCOEキャブレタ−2基を搭載し、9.5という高圧縮比で、最大出力は100hpを発生した。
エリートの特色であったFRPモノコックボディは量産性の悪さや騒音などの問題があり、また販売上オープンモデルの生産が必要であったため採用されず、プレス鋼板を溶接して組み立てた強固なバックボーンシャシにFRPのボディを架装する方式を採用した。バックボーンフレームとFRPボディの組み合わせはすでにアルピーヌも採用していたが、スチールパネルを溶接したボックス断面のバックボーンはロータス独自のものである。ファイナルユニットのディファレンシャルからの雑音に悩んでいたチャップマンが、同クラスでY型に近い変形バックボーンフレームを持ち、結果的に雑音を解消していたトライアンフ・ヘラルドのシャシ構造にヒントを得て考案した。ロータス車の多くは、断面二次極モーメントが極めて大きくこれ自体が一種のモノコック構造と見做せるY型のバックボーンフレームを持つが、エランはその構造を初めて採用したモデルである。
サスペンションにおいても、エリートで採用されていた独自開発の後輪独立サスペンション「チャップマン・ストラット」は引き継がれず、前輪ダブルウィッシュボーン、後輪ストラットの堅実な設計となり、ハンドリングが向上した。

### シリーズ1
当初のモデル、通称シリーズ1（S1）はオープンボディのロードスターだけだった。完成車で1,495ポンド（キットカーフォームで1,095ポンド）という低価格、DOHCエンジンによる高性能、ロータスならではの卓越した操縦性などでヒット作になった。
発売間もない1963年5月にエンジンが内径φ82.55mm×行程72.75mmの1,558ccに拡大し、出力105hp/5,500rpm、トルク14.9kgm/4,000rpmに強化された。

### シリーズ2
1964年10月にはS2に進化した。メカニズムにほとんど変更はないが、ダッシュボードが木製になり、運転席側と中央だけだったのが助手席側までカバーされるようになり、蓋がなかったグローブボックスには鍵付きの蓋がついた。外観では左右2個ずつ丸型だった尾灯が楕円1個ずつに変更された。オプションでセンターロックホイールが用意された。
1965年9月フィクストヘッドクーペ（FHC）モデルが登場、新たにタイプ36を与えられたことで分かるとおり単なる従来のエランのクーペ版とは言えないほど改良されていた。トランクリッドはボディ後端まで回り込んで大型化、トランクドアはヒンジ部を変更され、バッテリーはトランク内に移された。またパワーウィンドウが標準装備された。従来からのオープンタイプはタイプ26のまま生産が継続され、ドロップヘッドクーペ（DHC）と称された。
1966年1月DHCにより豪華で高出力エンジンを搭載した「S2SE」が登場した。エンジンはカムシャフトなどヘッド周囲にチューンを施し115hp/6,000rpmに出力向上した。オプションだったトランスミッションのクロスレシオが標準とされた。ブレーキはサーボアシストが装備された。緑色だったエンジンヘッドカバーが青色にされた。足回りもセッティングが全面的に見直され、直進性旋回性とも格段に向上した。

### シリーズ3
1966年6月にはオープンタイプがタイプ45に進化し、S3となった。基本的なラインはすでに販売されているFHCと共通とした。対候性改善のためDHCにウインドウサッシュが取り付けられるなど「基本的にはオープンで、緊急用にホロを持つ車」から「より本格的なコンバーチブルモデル」という色が濃くなっている。
S3からは全車にパワーウィンドウが装備されたが、ロータスによるとこの理由は「手動式より軽い」ためだという。
1966年7月にはFHCにもSE版の「S3SE」が追加された。またこの時期、ホイールがセンターロックのみとなった。
1967年6月には初の「ファミリーカーとして使えるロータス」という触れ込みで、タイプ50を与えられ2+2の「エラン+2（プラスツー）」が追加された。ホイールベースは通常のS3比で+304mmの2,435mmに拡大され、トレッドが拡大され、それに伴いプロペラシャフト、サスペンションアーム、ドライブシャフトが伸長されているが、その他は通常のS3FHCを踏襲している。

### シリーズ4
1968年3月にはS4に進化した。タイヤが従前の145-13から155-13へと幅広になり、これに伴いホイールアーチフレアが広げられた。尾灯が「エラン+2」と共通の大型になった。
1968年10月豪華路線をより進めた「エラン+2S」が発売された。これまでロータスの車両は必ずキットモデルも用意されたが、これはコンプリートモデルのみしか販売されなかった最初のモデルとなった。
1968年11月、世界的に自動車排出ガス規制が強化されていく風潮を察知しイギリス国内でゼニス・ストロンバーグ製キャブレター装着モデルを販売し、ウェーバー製やデロルト製のキャブレターを装着したモデルを一時生産中止したがどうにも不評で、1969年8月にはウェーバー製/デロルト製に戻された。
1969年12月、通常の「エラン+2」が「エラン+2S」に先立って生産終了した。
1971年2月にはウエストラインでの上下塗り分けを特徴とし最強最終モデルとなった「エランスプリント」が登場した。吸気バルブを拡大、圧縮比は10.3に向上、ウェーバー製40DCOEに加え、デロルト製DHLA40仕様も用意されて126hp/6,500rpm、15.6kgm/5,500rpmを発揮、クーペでは700kgに達していた車両重量と比しても充分で、最高速度は193.6km/h、0-60マイル/h加速は6.7秒という俊足であった。「エラン+2S」にもビッグバルブユニットは搭載され、「エラン+2S130」となった。また5速MTがオプションで用意され、「エラン+2S130/5」として販売された。この5速MTはスプリントにも搭載され「エランスプリント5」として4-5台販売された。
1973年8月に2シーターモデルが生産終了。続いて「+2S130」が1975年に生産終了した。2シーターモデルが12,224台、2+2モデルを含めると約18,000台が生産され、ロータスを名実ともに一流のスポーツカーメーカーへと押し上げた記念碑的モデルである。
|  |  |

### 日本での評価
エランがデビューした当時の日本は、1963年に第1回日本グランプリが開催されるなどモータースポーツの勃興期だった。エランは当初は芙蓉貿易、後に東急商事の手で輸入され、浮谷東次郎、滝進太郎、三保敬太郎らのレーシングドライバーの手により1960年代半ばのレースで活躍した。俳優の伊丹十三、作詞家の保富康午も当時エランのオーナーだった。
エランのバックボーンフレームは、トヨタ・2000GTのシャシ設計にも大きな影響を与えたと言われる。また流麗なスタイリングは、1980年代末に登場したユーノス・ロードスターが手本にしたとも言われている。

## 2代目（1990年 - 1995年）
2代目エランは1976年から構想が始まり、当時提携関係にあったトヨタ自動車のエンジンを前提とした「M90」というプロジェクトで具体化した。その後4A-GEエンジンを搭載したプロトタイプ「X100」が開発された。
ロータスは1986年以来ゼネラルモーターズの傘下に入っており、開発に当たってはGMグループ及び提携各社のコンポーネンツを用いることが要求され、エンジン/トランスミッションユニットのコンペティションが実施された。コンペでは三菱・ミラージュのサイボーグ･エンジンといすゞ・ジェミニの4XE1が残り、最終的には4XE1を小山ガレージでライトチューンしたものが採用された。
駆動方式は当初、前輪駆動のコンポーネントを流用したミッドシップ方式での後輪駆動も検討されたが、エンジンコンペが実施された頃には前輪駆動で固定されていた。これは開発コストの圧縮もさることながら、自動車メーカー各社からの委託研究業務も重要な収入源としているロータスが前輪駆動の技術レベルを示す必要があったため、とも言われている。実際、2代目エランの操縦性は横加速度よりもヨーイングの発生を強く意識した独特なもので、とにかく横加速度を立ち上げて「応答性がクイックに感じられるように演出する」という、他の前輪駆動ホットハッチのセッティングとは明確に異なるものとなっている。ソフトなスプリングで執拗にグリップする高度で難解なハンドリングと、LSDを持たない前輪駆動車でありながら実現された高いトラクションは、ロータスの目論見通り、今日でも前輪駆動スポーツ車のハンドリングにおける規範のひとつとなっているほど洗練されたものである。当時、エンジン供給元であるいすゞ自動車を訪れたロータスの技術者は「サーキットやフリーウェイではなく、地図上のA地点からB地点まで最短距離で移動する場合はエスプリよりも速く、恐らくロータス史上最速のクルマだろう」と語った。
シャシは小規模かつ少量生産のため、大規模な金型や工作機械を必要としない初代エランに倣った脆弱で複雑な車体構造を採用した。その一方で、GMの量産車の社内基準を満たす強度・耐久実験も敢行している。ロータスで市販に耐えうるレベルの強度・耐久実験が実施されたのはこの2代目エランが初であり、本車の開発で構築された試験方法や強度･耐久基準は、後のロータス各車の大幅な信頼性向上につながった。
エクステリアデザインは、エスプリの1980年代のビッグマイナーチェンジも手がけたピーター・スティーヴンス（Peter Stevens ）によるもので、エスプリを前後に圧縮して屋根を切り取ったようなデザインを特徴とする。テールランプはアルピーヌ・GTAから流用している。デビュー当初はハードトップがオプションとして発表されたが、実際には設定されなかったようである。ダッシュボードのスイッチ類の多くはオペルやボクスホールのものを流用。
以上のように、ロータス史上前例のない高い信頼性とロータスの名に恥じないハンドリングを獲得した2代目エランではあったが、開発費がかさんだ結果アメリカ市場で4万ドル、イギリスで2万ポンド近くと高額になり、同じく初代エランを範としたとされるマツダ・MX-5（日本名：ロードスター）よりも5割以上割高になってしまった。このため発売当初から販売実績は芳しくなく、保守的なスポーツカーファンからの前輪駆動車に対する否定的な反応や、主力市場たるアメリカでの景気後退等の影響も加わって、商業的成功作にはならなかった。1992年までに3,885台が生産されたところで、3,600万ポンドの累積損失とともに一旦生産は終了したが、1994年にゼネラルモーターズから経営権を買い取ったブガッティのロマーノ・アルティオリのもとで復活し、S2モデルとして800台が追加で生産された。
その後、生産設備一式は韓国の起亜自動車の手に移り、キア・ビガートの名で1996年から1997年まで生産された。エンジンは起亜製の1,800cc/135馬力に置き換えられ、サスペンションは英国に比べて劣悪な舗装の韓国に合わせ、車高アップを含めたセッティングの見直しが図られている。このサスペンションのリセッティングはロータスが担当したため、ロータス独特のハンドリングはビガートになっても健在であった。

## コンセプトカー

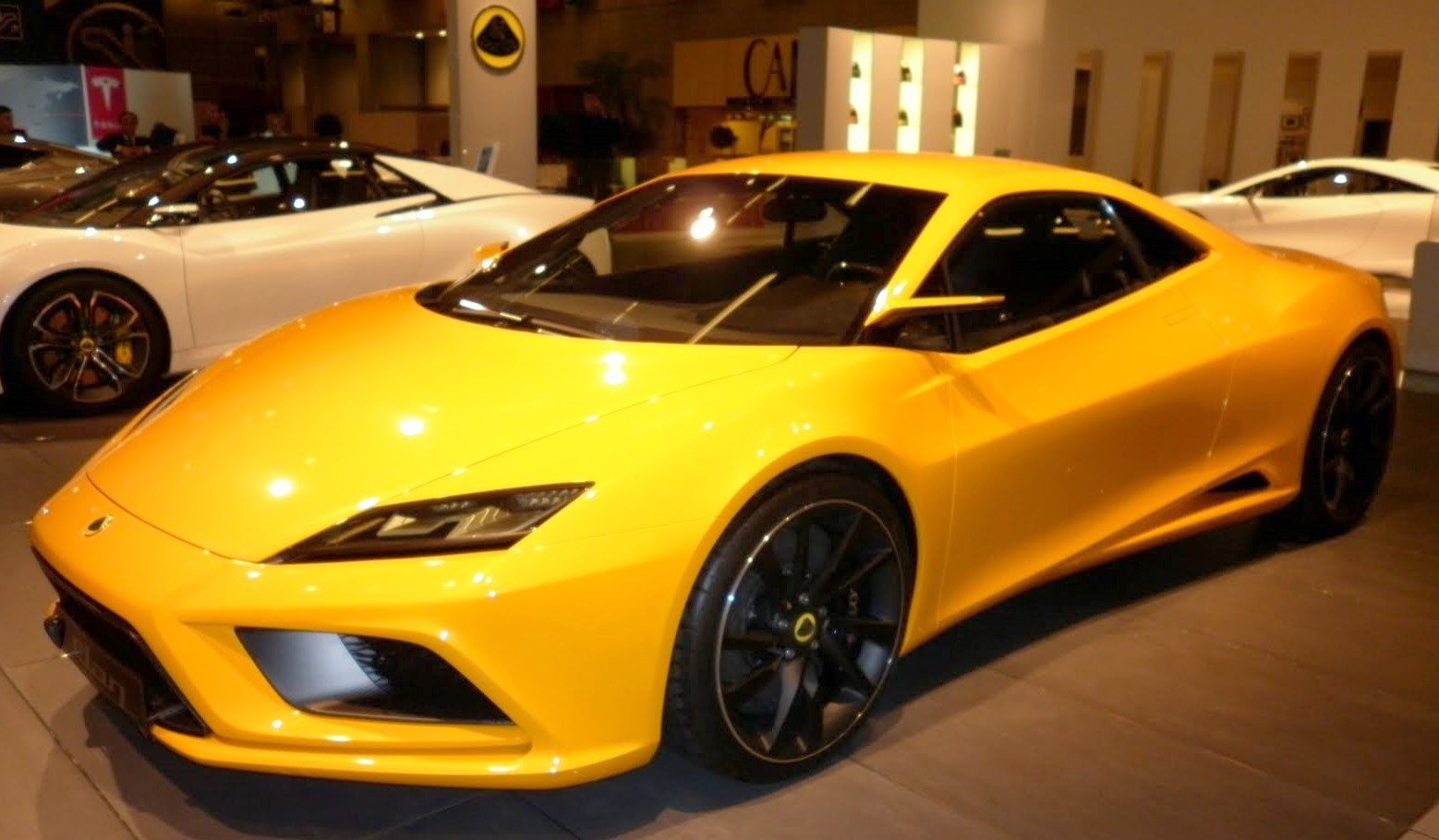
エラン コンセプト

2010年のモンディアル・ド・ロトモビルでロータスが発表した5台のコンセプトカーのうち、1台が「エラン」という名称で2013年に発売予定と説明されていた。しかしその後、エランを含むコンセプトカー5台の販売計画は全て中止となった。